# Stenocercus squarrosus
Stenocercus squarrosus este o specie de șopârle din genul Stenocercus, familia Tropiduridae, descrisă de Penido J.C. Nogueira și William Antônio Rodrigues în anul 2006. Conform Catalogue of Life specia Stenocercus squarrosus nu are subspecii cunoscute.